# Dendrophylax macrocarpus
Dendrophylax macrocarpus är en orkidéart som först beskrevs av Donald Dungan Dod, och fick sitt nu gällande namn av Carlsward och Mark Whitten. Dendrophylax macrocarpus ingår i släktet Dendrophylax och familjen orkidéer. Inga underarter finns listade i Catalogue of Life.